# Naturschutzgebiet Giriz Rottenschwil
Das Naturschutzgebiet Giriz Rottenschwil ist ein 1981 ausgewiesenes Schutzgebiet in der Landschaft an der Reuss im Kanton Aargau. Es entstand nach der aargauischen Volksabstimmung 1969 über das Reusstalgesetz, das dank der Vermittlung durch den Aargauer Naturschützer Erich Kessler die Interessen der Landwirtschaft und der Energiewirtschaft mit jenen des Naturschutzes verknüpfte.
Der Flurname «Giriz» ist für Feuchtgebiete und Auenlandschaften in einigen Gebieten der Schweiz verbreitet und ist vom Namen eines nicht eindeutig bestimmbaren Vogels abgeleitet. Er kommt zum Beispiel auch beim Naturschutzgebiet Giriz an der Aare in der aargauischen Gemeinde Koblenz vor.

## Beschreibung
Das Naturschutzgebiet Giriz Rottenschwil liegt links vom Fluss auf 380 m ü. M. in der Reussebene auf dem Gebiet der Gemeinde Rottenschwil. Es erstreckt sich vom Parkplatz südlich der Reussbrücke Rottenschwil–Unterlunkhofen über eine Länge von mehr als einem Kilometer flussaufwärts bis fast zur Reussbrücke bei Werd. Im Osten ist es durch den in den 1970er Jahren gebauten linken Seitendamm neben der Reuss begrenzt und im Westen durch die Reste des kleinen, alten Hochwasserschutzdamms aus dem 19. Jahrhundert vom benachbarten Schutzgebiet «Stille Reuss» getrennt.
Die Zone befindet sich mitten in der Region «Reusslandschaft» des Bundesinventars der Landschaften und Naturdenkmäler von nationaler Bedeutung, im weiteren Schutzgebiet «Still Rüss-Rickenbach», das eine Auenlandschaft von nationaler Bedeutung ist, und im Projektgebiet des Auenschutzparks Aargau. Zusammen bilden die Naturschutzgebiete eine der wertvollsten Auen- und Flachmoorzonen im Aargau.
Das Giriz umfasst mit seiner näheren Umgebung einen etwa 20 Hektaren grossen Raum des flachen Schachengebiets neben der Reuss. Im Areal befinden sich zwei unterschiedlich begrenzte besondere Schutzgebiete, deren Flächen sich zu einem guten Teil überschneiden und die als Biotop- und Artenschutzgebiete in der IUCN-Kategorie IV registriert sind:
- Das geschützte Amphibienlaichgebiet «Giriz», das im Bundesinventar der Amphibienlaichgebiete von nationaler Bedeutung unter der Nummer AG 667 verzeichnet ist und eine Fläche von fast 16 Hektaren hat (World Database on Protected Areas Nr. 347372).
- Das Moorgebiet «Giriz Rottenschwil», das im Bundesinventar der Flachmoore von nationaler Bedeutung beschrieben ist und sich über 7 Hektaren erstreckt (Objekt AG 316 des Bundesinventars der Flachmoore von nationaler Bedeutung; World Database on Protected Areas Nr. 166568).

Die Auenlandschaft mit ihren Feuchtgebieten weist Wälder, Gehölze, Hecken, Gewässer, Moorflächen, Schilfröhricht und Hochstaudenried auf. Im Gebiet kommen reiche Bestände von Orchideen und der Sibirischen Schwertlilie vor.
Die Stiftung Reusstal vergrösserte 2005 das Gewässernetz in einer zusätzlich als Naturschutzfläche gesicherten Zone südlich des bestehenden Schutzgebiets mit dem Renaturierungsprojekt «Giriz-Aue Rottenschwil». Sie liess das ehemalige Giessen-Gewässer «Kleine Reuss» wieder öffnen und mehrere Tümpel als Laichbiotope für Amphibien anlegen. Auf den zunächst noch kahlen Schotterflächen brütete seit 2005 der Flussregenpfeifer.

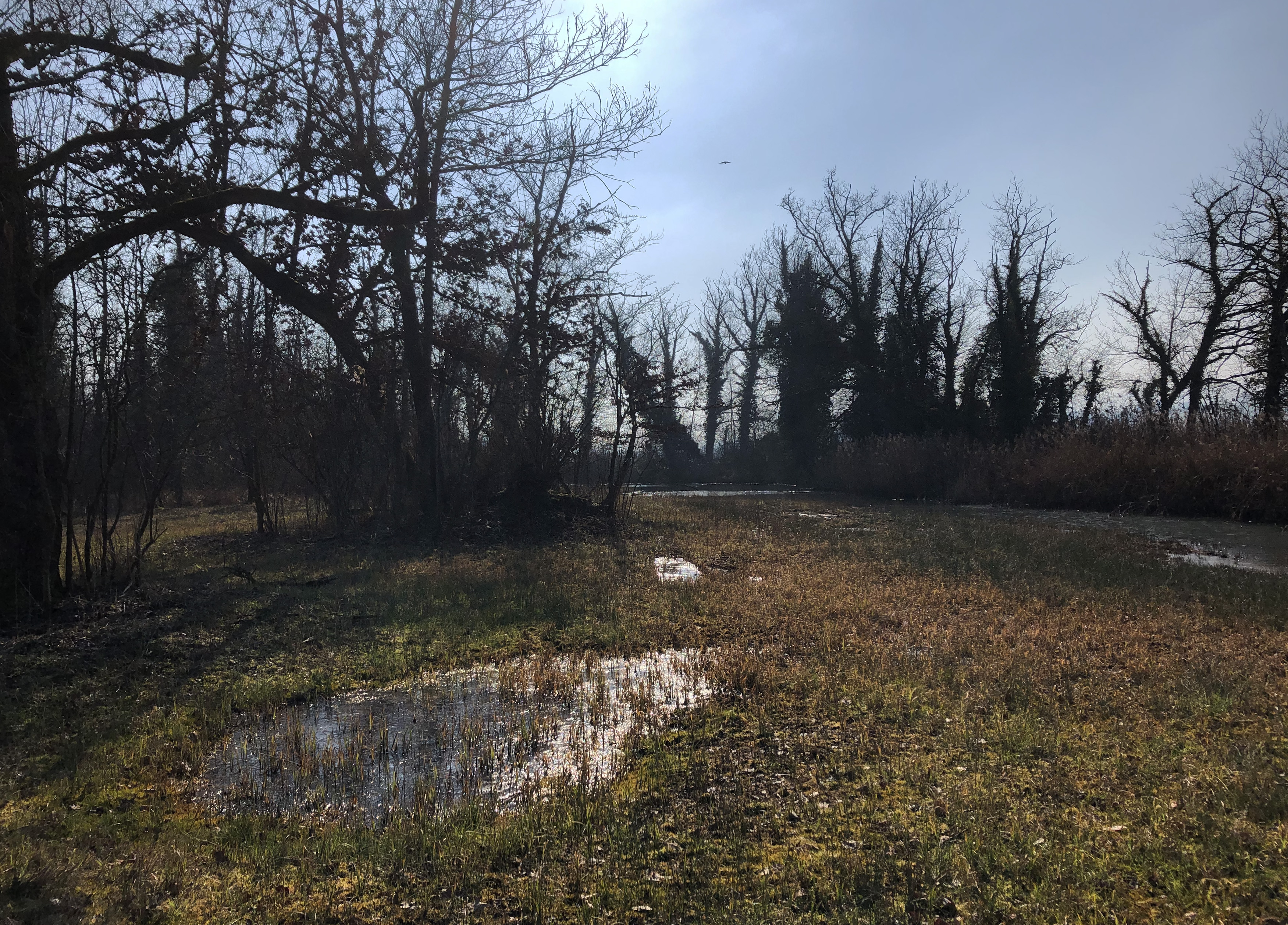
Moorgebiet
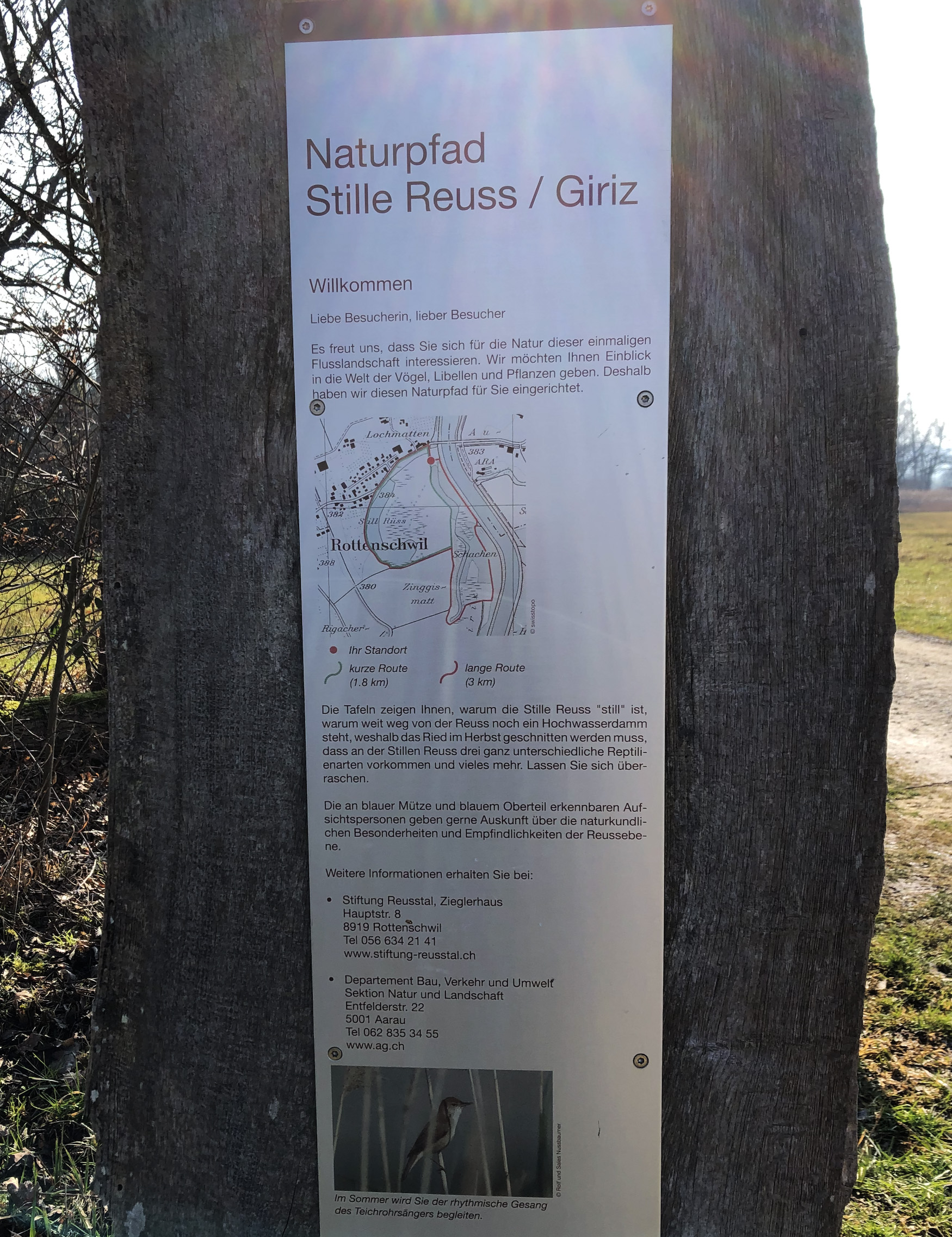
Informationstafel
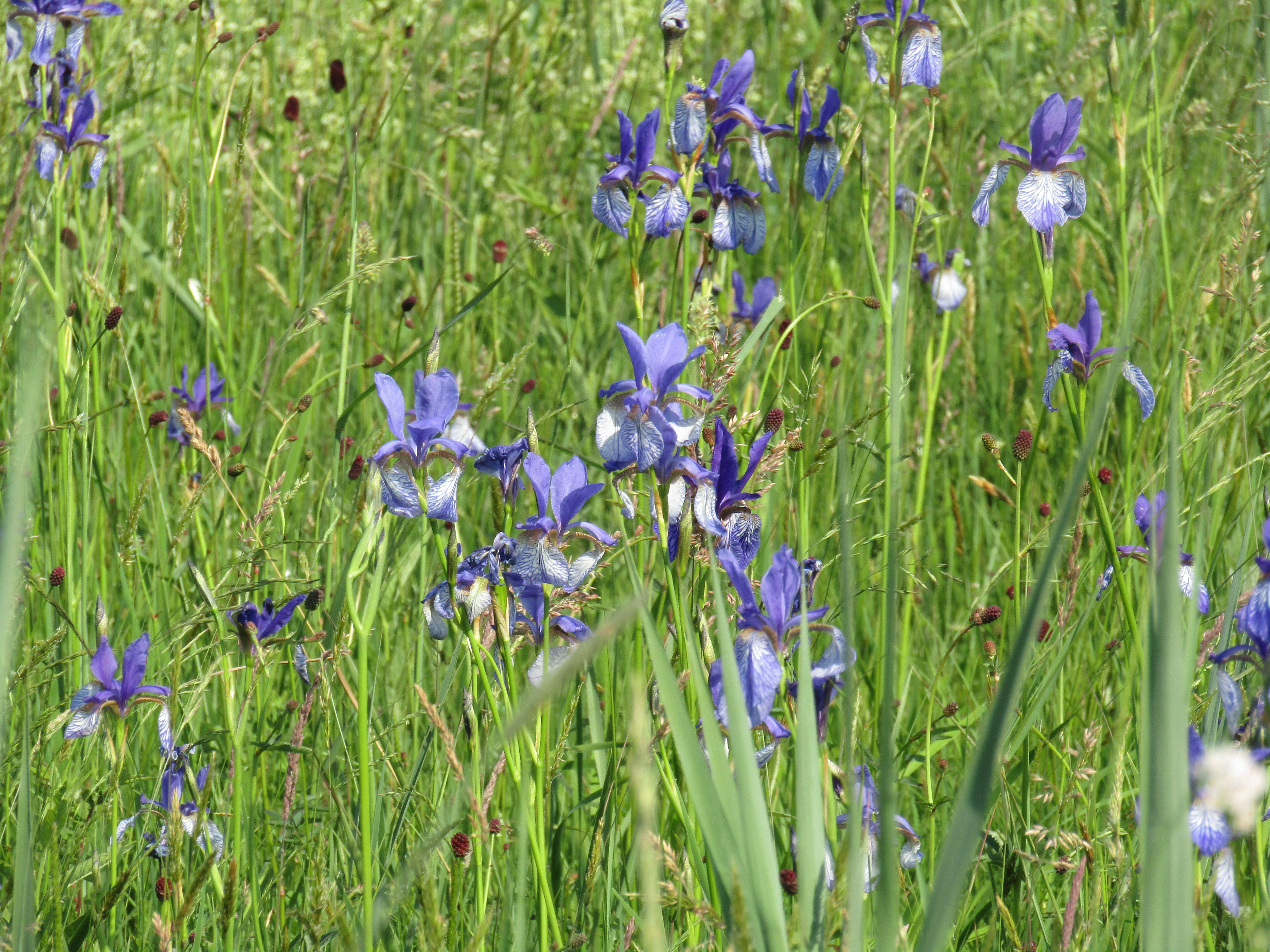
Sibirische Schwertlilie